# Episodi di Mannix (quinta stagione)
La quinta stagione della serie televisiva Mannix è stata trasmessa in anteprima negli Stati Uniti d'America dalla CBS tra il 15 settembre 1971 e l'8 marzo 1972.
| nº | Titolo originale            | Titolo italiano | Prima TV USA      | Prima TV Italia |
| -- | --------------------------- | --------------- | ----------------- | --------------- |
| 1  | Dark So Early, Dark So Long |                 | 15 settembre 1971 |                 |
| 2  | Cold Trail                  |                 | 22 settembre 1971 |                 |
| 3  | A Step in Time              |                 | 29 settembre 1971 |                 |
| 4  | Wine from These Grapes      |                 | 6 ottobre 1971    |                 |
| 5  | Woman in the Shadows        |                 | 13 ottobre 1971   |                 |
| 6  | Days Beyond Recall          |                 | 20 ottobre 1971   |                 |
| 7  | Run Till Dark               |                 | 27 ottobre 1971   |                 |
| 8  | The Glass Trap              |                 | 3 novembre 1971   |                 |
| 9  | A Choice of Evils           |                 | 10 novembre 1971  |                 |
| 10 | A Button for General D.     |                 | 17 novembre 1971  |                 |
| 11 | The Man Outside             |                 | 24 novembre 1971  |                 |
| 12 | Murder Times Three          |                 | 1º dicembre 1971  |                 |
| 13 | Catspaw                     |                 | 8 dicembre 1971   |                 |
| 14 | To Save a Dead Man          |                 | 15 dicembre 1971  |                 |
| 15 | Nightshade                  |                 | 29 dicembre 1971  |                 |
| 16 | Babe in the Woods           |                 | 5 gennaio 1972    |                 |
| 17 | The Sound of Murder         |                 | 12 gennaio 1972   |                 |
| 18 | Moving Target               |                 | 19 gennaio 1972   |                 |
| 19 | Cry Pigeon                  |                 | 26 gennaio 1972   |                 |
| 20 | A Walk in the Shadows       |                 | 9 febbraio 1972   |                 |
| 21 | Lifeline                    |                 | 16 febbraio 1972  |                 |
| 22 | To Draw the Lightning       |                 | 23 febbraio 1972  |                 |
| 23 | Scapegoat                   |                 | 1º marzo 1972     |                 |
| 24 | Death Is the Fifth Gear     |                 | 8 marzo 1972      |                 |